# Hemarlahalli, Sidlaghatta
Hemarlahalli là một làng thuộc tehsil Sidlaghatta, huyện Chikkaballapur, bang Karnataka, Ấn Độ.